# Sandra Kiriasis
Sandra Kiriasi, anteriorment Sandra Prokoff, (Dresden, República Democràtica Alemanya 4 de gener de 1975) és una corredora de bobsleigh, que va competir del 2000 al 2014, guanyadora de dues medalles olímpiques. Va néixer a Dresden (Saxònia), que en aquell moment formava part de la República Democràtica Alemanya (RDA) i que avui dia forma part d'Alemanya.

## Trajectòria
Va participar, als 27 anys, en els Jocs Olímpics d'Hivern de 2002 realitzats a Salt Lake City (Estats Units), on va aconseguir guanyar la medalla de plata en la prova femenina de bobs a 2 fent parella amb Ulrike Holzner. En els Jocs Olímpics d'Hivern de 2006 realitzats a Torí (Itàlia) aconseguí la medalla d'or en aquesta mateixa prova, fent parella en aquesta ocasió amb Anja Schneiderheinze, i convertint-se així en la primera corredora de bobs femenina en aconseguir dues medalles olímpiques.
En els Jocs Olímpics d'Hivern de 2010 realitzats a Vancouver (Canadà) finalitzà quarta, fent parella amb Christin Senkel, i en els Jocs Olímpics d'Hivern de 2014 realitzats a Sotxi (Rússia) finalitzà cinquena, fent parella amb Franziska Fritz, guanyant en ambdues edicions sengles diplomes olímpics.
Kiriasis es va retirar de l'esport després dels Jocs Olímpics d'Hivern de 2014. El juliol de 2014 Kiriasis es va unir a l'equip de bàsquet Nürnberger BC com a entrenadora de fitness. El 2017 va ser nomenada entrenadora de conducció de l'equip femení de bobsleigh de Jamaica abans dels Jocs Olímpics d'Hivern de 2018 a Pyeongchang, Corea del Sud, ajudant-les a classificar-se per als Jocs Olímpics per primera vegada. No obstant això, es va separar de la Federació de Bobsleigh de Jamaica dies abans de l'inici de l'entrenament de bobsleigh als Jocs després que li van dir que seria degradada d'entrenadora de pilots a analista de pista i rendiment.